# Crocidura fuscomurina
Crocidura fuscomurina es una especie de mamífero de la familia Soricidae endémica de África.
Se encuentra en Angola, Botsuana, Etiopía, Ghana, Kenia, Lesoto, Mozambique, Namibia, Nigeria, Senegal, Togo, Zimbabue y posiblemente también en la República Democrática del Congo, Benín, Burkina Faso, Camerún, República Centroafricana, Chad, Costa de Marfil, Gambia, Guinea, Guinea-Bissau, Malaui, Malí, Níger, Sudán, Tanzania, Uganda y Zambia. Sus hábitats naturales son la sabana, los pastizales de tierras bajas secas tropicales o subtropicales y desiertos cálidos.

## Estado de conservación y amenazas
No parece que existan grandes amenazas para esta especie en su conjunto.